# Aristolebia wau
Aristolebia wau – gatunek chrząszcza z rodziny biegaczowatych i podrodziny Lebiinae.

## Taksonomia
Gatunek opisany został w 1968 roku przez Philipa Jacksona Darlingtona Juniora. Holotypem jest samiec.

## Opis
Chrząszcz ten charakteryzuje się jednolitym, jasnobrązowym, błyszczącym ubarwieniem oraz rozmiarami poniżej 8 mm.

## Występowanie
Gatunek występuje w Papui-Nowej Gwinei oraz wschodnim Queensland w Australii.